# The Caves of Steel

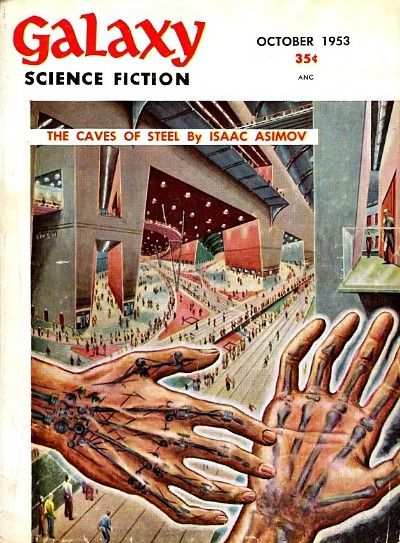
The Caves of Steel na capa da revista Galaxy Science Fiction, outubro de 1953, arte de Ed Emshwiller

The Caves of Steel (As Cavernas de Aço, que no Brasil foi publicado pela primeira vez com o título Caça aos Robôs pela Editora Hemus, na década de 80) é um romance de ficção científica escrito por Isaac Asimov e publicado originalmente em capítulos na revista Galaxy Science Fiction em 1953 e no ano seguinte em um livro de capa dura pela editora Doubleday.
As Cavernas de Aço é essencialmente uma história de detetive e ilustra uma ideia que Asimov pregava, de que a ficção científica pode ser usada por qualquer genro literário, em vez de se limitar em si mesma. No livro Asimov's Mysteries, ele declara que escreveu o romance em resposta à declaração do editor John W. Campbell, que disse que mistério e ficção científica eram genros incompatíveis. Campbell declarou que o escritor de ficção científica pode inventar "fatos" em seu futuro imaginário que o leitor não saberia. Asimov o contradiz, dizendo que existem regras implícitas na arte de escrever mistérios, e as pistas podem estar no enredo, mesmo se elas não forem óbvias, ou deliberadamente ofuscadas. Ele continuou a escrever mistérios em ambos os modelos de romance e contos, assim como mistérios dominantes tal como Murder at the ABA, que não é ficção científica.
O livro foi primeiramente publicado como uma série em Galaxy Science Fiction, de outubro a dezembro de 1953. Um livro de capa dura foi publicado por Doubleday em 1954.
Uma adaptação para à televisão, foi produzida pela BBC e foi ao ar em 1964: somente alguns trechos existem. Em julho de 1989, o livro foi adaptado por Bert Coules, como uma rádio novela para a BBC, com Ed Bishop no papel de Elijah Baley e Sam Dastor como R. Daneel Olivaw.

## Introdução ao enredo
Neste romance, Asimov introduz Elijah Baley e R. Daneel Olivaw, mais tarde seu personagem predileto. Eles vivem mais ou menos três mil anos no futuro da Terra, em um tempo em que viagens hiperespaciais foram descobertas, e alguns mundos próximos à Terra foram colonizados — cinquenta planetas conhecidos como  "mundos dos Spacers". O mundo Spacer é rico, tem pouca densidade populacional (média populacional de cem milhões cada), e usam bastante robôs para o trabalho. Enquanto isso, a Terra é superpovoada (com uma população total de oito bilhões), e regras estritas contra robôs foram aprovadas. O homônimo "cavernas de aço" são vastos complexos de cidades cobertas por enormes redomas de metal, capazes de suportar dezenas de milhares cada; a Nova Iorque dessa era (onde a maior parte da história se passa), engloba a Nova Iorque do presente mas uma grande parte de Nova Jersey.
Asimov imagina o trânsito subterrâneo do presente conectado com shoppings centers e prédios de apartamento, até que ninguém mais nunca deixa as redomas, e a maioria da população sofre de agorafobia extrema. Embora as séries Robôs e Fundação não sejam consideradas parte do mesmo universo ficcional até bem depois, as "cavernas de aço" se assemelham a Trantor.
Em As Cavernas de Aço e em suas sequências (a primeira sendo Os Robôs), Asimov pinta uma situação sombria da Terra, lidando com com uma população extremamente grande, e os buscadores de luxo, Spacers, que limitam nascimentos para permitir mais riqueza e privacidade. Asimov, que descrevia a si mesmo como claustrófilo, mencionou que um leitor perguntou-lhe como ele poderia ter imaginado esse tipo de existência sem a luz do sol, e relatou que até aquele momento ele não tinha reparado nisso, que viver perpetuamente dentro de uma redoma pode ser interpretado como desagradável.

## Resumo do enredo
O crime central do livro é um assassinato que acontece antes da história começar (isso é uma marca registrada de Asimov, que ele atribuiu a seus próprios escrúpulos e pelo conselho de John Campbell, para começar a história o mais tarde possível). A vítima é Roj Nemmenuh Sarton, um embaixador Spacer que vive em Spacetown, um ponto avançado Spacer ao lado da cidade de Nova Iorque. Por algum tempo, ele tentou convencer o governo da Terra a afrouxar suas restrições anti-robôs. Em uma manhã, ele é achado fora de sua casa, seu peito implodido por uma arma de raio (blaster). O comissário de polícia de Nova Iorque comanda Elijah a achar o assassino, em cooperação com um robô altamente avançado chamado R. Daneel Olivaw, que é visualmente idêntico à um humano.
Um aspecto interessante dos livros é o contraste entre Elijah, o detetive humano, e Daneel, o robô humanoide, que em particular Asimov usa o robô "mecânico" para inquirir sobre a natureza humana. Quando confronta um "medievalista" que teme que os robôs irão dominar a humanidade, Elijah argumenta que os robôs são inerentemente deficientes. Na conclusão da cena, R. Daneel argumenta que o assassino capturado seja tratado brandamente, dizendo aos seus companheiros humanos que "a destruição do mal é menos desejável do que a conversão do mal em bem". Citando a "Perícope da Adúltera" (em latim: Pericope Adulterae; que Elijah introduziu a Daneel mais cedo na história), Daneel diz ao assassino: "Vá, e não peque mais!"

## Personagens
Abaixo está uma lista dos principais e menos principais personagens do livro, em ordem de aparição, com detalhes do enredo.
- Elijah “Lije” Baley: Um oficial de polícia à paisana que trabalha na Terra. Ele é chamado para resolver o assassinato.
- Vince Barrett: Uma jovem mulher cujo emprego foi tomado por R. Sammy.
- R. Sammy: Um robô designado para o Departamento de Polícia.
- Julius Enderby: Comissário de Polícia da cidade de Nova Iorque, que designa Baley para o caso do assassinato.
- Jezebel “Jessie” Navodny: A esposa de Baley.
- Roj Nemennuh Sarton: Um roboticista Spacer assassinado com uma arma de raio. Baley é designado para investigar sua morte.
- R. Daneel Olivaw: Parceiro de Baley, um robô humanoide criado à semelhança de Sarton.
- Bentley Baley: Filho de Baley.
- Han Fastolfe: Um roboticista de Aurora, um mundo Spacer, que acredita que os Spacers e os moradores da Terra precisam trabalhar juntos para colonizar a galáxia e sobreviver no futuro.
- Dr. Anthony Gerrigel: Um roboticista de Washington quem Baley chamou.
- Francis Clousarr: Um nova-iorquino que foi preso por incitar uma revolta contra os robôs dois anos antes. Daneel identifica ele presente em dois incidentes.

## Adaptações
Uma adaptação de As Cavernas de Aço foi feita pela BBC2 em 5 de junho de 1964, como parte de uma antologia vertente chamada Story Parade, que se especializou em adaptações de romances modernos. Foi estrelado por Peter Cushing como Elijah Baley e John Carson como R. Daneel Olivaw. A adaptação foi uma ideia da editora de scripts de Story Parade, Irene Shubik, que era uma entusiasta em ficção científica e fã em particular de Asimov, que uma vez se referiu a ele como "um dos homens mais interessantes e divertidos que já conheci". Shubik tinha planejado e editado o script da série antológica de ficção científica Out of this World que já tinha adaptado um conto de Asimov, Little Lost World, em 1962. A adaptação do romance foi dado à Terry nation, que já nessa época tinha recentemente encontrado fama e fortuna como o criador dos populares Dalek, monstros da série de ficção científica Doctor Who.
O roteiro foi bem fiel ao enredo do livro. O único grande desvio foi a conclusão — na versão da TV o assassino comete suicídio quando ele é descoberto, embora no livro ele concorde em ajudar à convencer os medievalistas a mudarem o seu jeito de pensar. Outro grande desvio foi que o Dr. Gerrigal é um personagem feminino na série de TV.
O sucesso de As Cavernas de Aço levou Irene Shubik à criar uma série de ficção científica antológica, Out of the Unknown, durante o qual ela supervisionou a adaptação de mais seis histórias de Asimov, incluindo a sequência de As Cavernas de Aço, Os Robôs.